# Gibraltar (Wisconsin)
Gibraltar – miasto w Stanach Zjednoczonych, w stanie Wisconsin, w hrabstwie Door.